# North Norfolk
North Norfolk es un distrito no metropolitano del condado de Norfolk (Inglaterra). Tiene una superficie de 963,79 km². Según el censo de 2001, North Norfolk estaba habitado por 98 382 personas y su densidad de población era de 102,08 hab/km².